# آر. موريس
آر. موريس (بالإنجليزية: R. Morris)‏ (1864 بإنجلترا في المملكة المتحدة - ) هو لاعب كرة قدم بريطاني في مركز الهجوم. لعب مع نادي إيفرتون.